# George Douglas (écrivain)
Pour les articles homonymes, voir Douglas et George Douglas.
George Douglas, pseudonyme de George Douglas Fisher, né le 6 mai 1902 à Barton-on-the-Heath, Warwickshire, et décédé le 15 novembre 1980 à Scarborough, Yorkshire du Nord, est un auteur britannique de roman policier.  Il a également signé quelques textes Douglas Fisher et George Fisher.

## Biographie
Après des études supérieures à l'Université de Bristol complétées en 1922, il enseigne successivement dans plusieurs écoles de Leeds jusqu'au milieu des années 1950. Il occupe ensuite un poste de chercheur et d'archiviste au département des études folkloriques de l’Université de Leeds.
Il amorce sa carrière littéraire en publiant sous son nom des articles et des contes dans des journaux et des magazines britanniques. Il fait paraître en 1948 une autobiographie intitulée Little World. Il donne ensuite sous le nom de Douglas Fisher quelques romans policiers se déroulant dans la petite communauté rurale (et fictive) de Pyford où enquête Jeff Tellford.
Entre 1966 et 1980, il adopte le pseudonyme de George Douglas sous lequel il publie une vingtaine de titres, dont la série de procédure policière de l’escouade criminelle du district nord de la ville (imaginaire) de Deniston, dont font partie l’inspecteur Bill Hallam, le sergent Jack Spratt et le sergent Dick Garrett. Un peu dans l'esprit du 87e District de Ed McBain, les récits de Douglas permettent de suivre la carrière des divers membres de la même équipe, d'observer l'efficacité de leur collaboration et met parfois l'un d'eux à l'avant-plan le temps d'un roman.  Ainsi Ne tirez pas sur le bancal (1970) souligne les difficultés que rencontre Bill Hallam qui vient d'être nommé superintendant de son escouade. Volée de plomb oppose toute l'équipe à un réseau de trafic de drogue.  Saut d’obstacles, le dernier opus de la série, met en vedette le sergent Dick Garrett qui enquête dans le milieu hippique.
Quelques romans de Georges Douglas sont également consacrés au duo formé par l'inspecteur Mallin et le sergent Brian "Bonny" Lee de la police de Benfield City.

## Œuvre

### Romans

#### SérieEscouade du crime du district Nord de Deniston
- Odd Woman Out (1966)
- Unwanted Witness (1966) Publié en français sous le titre À bas le témoin, Paris, Librairie des Champs-Élysées, Le Masque no 1127, 1970
- Death Unheralded (1967) Publié en français sous le titre On s’évade comme on peut, Paris, Librairie des Champs-Élysées, Le Masque no 1066, 1969
- Death Went Hunting (1967) Publié en français sous le titre Quand sonne l’hallali, Paris, Librairie des Champs-Élysées, Le Masque no 1199, 1971
- Death in Duplicate (1968)
- Gunman at Large (1968) Publié en français sous le titre Alerte au camping, Paris, Librairie des Champs-Élysées, Le Masque no 1104, 1970
- Murder Unmourned (1970) Publié en français sous le titre Ne tirez pas sur le bancal, Paris, Librairie des Champs-Élysées, Le Masque no 1165, 1969
- Crime Most Foul (1971) Publié en français sous le titre Volée de plomb, Paris, Librairie des Champs-Élysées, Le Masque no 1226, 1972
- One to Jump (1972) Publié en français sous le titre Saut d’obstacles, Paris, Librairie des Champs-Élysées, Le Masque no 1267, 1973 ; réédition, Paris, Librairie des Champs-Élysées, Le Club des Masques no 361, 1979

#### SérieInspecteur Mallin et Sergent Brian "Bonny" Lee
- Death on Doorstep (1973)
- Death in Darkness (1973) Publié en français sous le titre Une femme futile, Paris, Librairie des Champs-Élysées, Le Masque no 1384, 1975
- Dead on the Dot (1974)
- Final Score (1975)

#### Autres romans
- The Devil to Pay (1969)
- Dead Reckoning (1969)
- Time to Die (1971)
- Crime Without Reason (1975)
- Luckless Lady (1976)
- Death on Delivery (1976)
- Death in Retreat (1976)
- End of the Line (1977)
- Unholy Terror (1978)
- Double-Cross (1979)
- Death of a Big Shot (1980)

#### Romans signés George Fisher
- The Hostages (1976)
- Operation V.I.P. (1977)

#### SérieJeff Tellfordsignée Douglas Fisher
- What’s Wrong at Pyford (1950)
- Poison-Pen at Pyford (1951)
- Death at Pyford Hall (1952)
- Corpse in Community (1953)

### Autobiographie signé Douglas Fisher
- Little World (1948)

## Sources
- Jacques Baudou et Jean-Jacques Schleret, Le Vrai Visage du Masque, vol. 1, Paris, Futuropolis, 1984, 476 p. (OCLC 311506692), p. 166-167.